# Liste des médaillés olympiques en aviron
Cet article liste les athlètes ayant remporté une médaille en aviron.

## Épreuves masculines

### Skiff
| Édition                                  | Or                      | Argent                    | Bronze                                        |
| ---------------------------------------- | ----------------------- | ------------------------- | --------------------------------------------- |
| Paris 1900                               | Hermann Barrelet (FRA)  | André Gaudin (FRA)        | Saint-George Ashe (GBR)                       |
| Saint-Louis 1904                         | Frank Greer (USA)       | James Juvenal (USA)       | Constance Titus (USA)                         |
| Londres 1908                             | Harry Blackstaffe (GBR) | Alexander McCulloch (GBR) | Károly Levitzky (HUN) Bernhard von Gaza (GER) |
| Stockholm 1912                           | Wally Kinnear (GBR)     | Polydore Veirman (BEL)    | Everard Butler (CAN) Mart Kuusik (RUS)        |
| Anvers 1920                              | John Kelly (USA)        | Jack Beresford (GBR)      | Darcy Hadfield (NZL)                          |
| Paris 1924                               | Jack Beresford (GBR)    | William Gilmore (USA)     | Josef Schneider (SUI)                         |
| Amsterdam 1928                           | Bobby Pearce (AUS)      | Ken Myers (USA)           | David Collet (GBR)                            |
| Los Angeles 1932                         | Bobby Pearce (AUS)      | William Miller (USA)      | Guillermo Douglas (URU)                       |
| Berlin 1936                              | Gustav Schäfer (GER)    | Josef Hasenöhrl (AUT)     | Dan Barrow (USA)                              |
| Londres 1948                             | Mervyn Wood (AUS)       | Eduardo Risso (URU)       | Romolo Catasta (ITA)                          |
| Helsinki 1952                            | Yuriy Tyukalov (URS)    | Mervyn Wood (AUS)         | Teodor Kocerka (POL)                          |
| Melbourne 1956                           | Vyacheslav Ivanov (URS) | Stuart Mackenzie (AUS)    | John Kelly (USA)                              |
| Rome 1960                                | Vyacheslav Ivanov (URS) | Achim Hill (EUA)          | Teodor Kocerka (POL)                          |
| Tokyo 1964                               | Vyacheslav Ivanov (URS) | Achim Hill (EUA)          | Gottfried Kottmann (SUI)                      |
| Mexico 1968                              | Jan Wienese (NED)       | Jochen Meißner (RFA)      | Alberto Demiddi (ARG)                         |
| Munich 1972                              | Yuriy Malyshev (URS)    | Alberto Demiddi (ARG)     | Wolfgang Güldenpfennig (RDA)                  |
| Montréal 1976                            | Pertti Karppinen (FIN)  | Peter-Michael Kolbe (RFA) | Joachim Dreifke (RDA)                         |
| Moscou 1980                              | Pertti Karppinen (FIN)  | Vasil Yakusha (URS)       | Peter Kersten (RDA)                           |
| Los Angeles 1984                         | Pertti Karppinen (FIN)  | Peter-Michael Kolbe (RFA) | Robert Mills (CAN)                            |
| Séoul 1988                               | Thomas Lange (RDA)      | Peter-Michael Kolbe (RFA) | Eric Verdonk (NZL)                            |
| Barcelone 1992                           | Thomas Lange (GER)      | Václav Chalupa (TCH)      | Kajetan Broniewski (POL)                      |
| Atlanta 1996                             | Xeno Müller (SUI)       | Derek Porter (CAN)        | Thomas Lange (GER)                            |
| Sydney 2000                              | Rob Waddell (NZL)       | Xeno Müller (SUI)         | Marcel Hacker (GER)                           |
| Athènes 2004                             | Olaf Tufte (NOR)        | Jüri Jaanson (EST)        | Ivo Yanakiev (BUL)                            |
| Pékin 2008 (Résultat détaillés)          | Olaf Tufte (NOR)        | Ondřej Synek (CZE)        | Mahé Drysdale (NZL)                           |
| Londres 2012 (Résultat détaillés)        | Mahé Drysdale (NZL)     | Ondřej Synek (CZE)        | Alan Campbell (GBR)                           |
| Rio de Janeiro 2016 (Résultat détaillés) | Mahé Drysdale (NZL)     | Damir Martin (CRO)        | Ondřej Synek (CZE)                            |
| Tokyo 2020 (Résultat détaillés)          | Stéfanos Doúskos (GRE)  | Kjetil Borch (NOR)        | Damir Martin (CRO)                            |
| Paris 2024 (Résultat détaillés)          | Oliver Zeidler (GER)    | Yaujeni Zalaty (AIN)      | Simon van Dorp (NED)                          |

### Deux de couple
| Édition                                   | Or                                                      | Argent                                             | Bronze                                             |
| ----------------------------------------- | ------------------------------------------------------- | -------------------------------------------------- | -------------------------------------------------- |
| Saint-Louis 1904                          | États-Unis John Mulcahy William Varley                  | États-Unis John Hoben Joseph McLoughlin            | États-Unis Joseph Ravannack John Wells             |
| Londres 1908                              | non inscrit au programme olympique                      | non inscrit au programme olympique                 | non inscrit au programme olympique                 |
| Stockholm 1912                            | non inscrit au programme olympique                      | non inscrit au programme olympique                 | non inscrit au programme olympique                 |
| Anvers 1920                               | États-Unis Paul Costello John Kelly                     | Italie Pietro Annoni Erminio Dones                 | France Gaston Giran Alfred Plé                     |
| Paris 1924                                | États-Unis Paul Costello John Kelly                     | France Marc Detton Jean-Pierre Stock               | Suisse Rudolf Bosshard Heini Thoma                 |
| Amsterdam 1928                            | États-Unis Paul Costello Charles McIlvaine              | Canada Jack Guest Joseph Wright                    | Autriche Viktor Flessl Leo Losert                  |
| Los Angeles 1932                          | États-Unis William Gilmore Kenneth Myers                | Allemagne Gerhard Boetzelen Herbert Buhtz          | Canada Noël de Mille Charles Pratt                 |
| Berlin 1936                               | Grande-Bretagne Jack Beresford Dick Southwood           | Allemagne Willi Kaidel Joachim Pirsch              | Pologne Jerzy Ustupski Roger Verey                 |
| Londres 1948                              | Grande-Bretagne Richard Burnell Bert Bushnell           | Danemark Aage Larsen Ebbe Parsner                  | Uruguay William Jones Juan Rodríguez               |
| Helsinki 1952                             | Argentine Tranquilo Capozzo Eduardo Guerrero            | Union soviétique Ihor Yemchuk Heorhiy Zhylin       | Uruguay Juan Rodríguez Miguel Seijas               |
| Melbourne 1956                            | Union soviétique Aleksandr Berkutov Yuriy Tyukalov      | États-Unis Pat Costello James Gardiner             | Australie Murray Riley Mervyn Wood                 |
| Rome 1960                                 | Tchécoslovaquie Václav Kozák Pavel Schmidt              | Union soviétique Aleksandr Berkutov Yuriy Tyukalov | Suisse Ernst Hürlimann Rolf Larcher                |
| Tokyo 1964                                | Union soviétique Boris Dubrovskiy Oleg Tyurin           | États-Unis Seymour Cromwell Jim Storm              | Tchécoslovaquie Vladimír Andrs Pavel Hofmann       |
| Mexico 1968                               | Union soviétique Anatoliy Sass Aleksandr Timoshinin     | Pays-Bas Harry Droog Leendert van Dis              | États-Unis Bill Maher John Nunn                    |
| Munich 1972                               | Union soviétique Gennadi Korshikov Aleksandr Timoshinin | Norvège Frank Hansen Svein Thøgersen               | Allemagne de l'Est Joachim Böhmer Uli Schmied      |
| Montréal 1976                             | Norvège Alf Hansen Frank Hansen                         | Grande-Bretagne Chris Baillieu Michael Hart        | Allemagne de l'Est Jürgen Bertow Uli Schmied       |
| Moscou 1980                               | Allemagne de l'Est Joachim Dreifke Klaus Kröppelien     | Yougoslavie Zoran Pančić Milorad Stanulov          | Tchécoslovaquie Zdeněk Pecka Václav Vochoska       |
| Los Angeles 1984                          | États-Unis Paul Enquist Bradley Lewis                   | Belgique Dirk Crois Pierre-Marie Deloof            | Yougoslavie Zoran Pančić Milorad Stanulov          |
| Séoul 1988                                | Pays-Bas Ronald Florijn Nico Rienks                     | Suisse Ueli Bodenmann Pierre-Marie Deloof          | Union soviétique Oleksandr Marchenko Vasil Yakusha |
| Barcelone 1992                            | Australie Peter Antonie Stephen Hawkins                 | Autriche Arnold Jonke Christoph Zerbst             | Pays-Bas Nico Rienks Henk-Jan Zwolle               |
| Atlanta 1996                              | Italie Agostino Abbagnale Davide Tizzano                | Norvège Steffen Størseth Kjetil Undset             | France Samuel Barathay Frédéric Kowal              |
| Sydney 2000                               | Slovénie Iztok Čop Luka Špik                            | Norvège Fredrik Bekken Olaf Tufte                  | Italie Giovanni Calabrese Nicola Sartori           |
| Athènes 2004                              | France Adrien Hardy Sébastien Vieilledent               | Slovénie Iztok Čop Luka Špik                       | Italie Rossano Galtarossa Alessio Sartori          |
| Pékin 2008 (Résultats détaillés)          | Australie Scott Brennan David Crawshay                  | Estonie Tõnu Endrekson Jüri Jaanson                | Grande-Bretagne Stephen Rowbotham Matthew Wells    |
| Londres 2012 (Résultats détaillés)        | Nouvelle-Zélande Nathan Cohen Joseph Sullivan           | Italie Romano Battisti Alessio Sartori             | Slovénie Iztok Čop Luka Špik                       |
| Rio de Janeiro 2016 (Résultats détaillés) | Croatie Martin Sinković Valent Sinković                 | Lituanie Mindaugas Griškonis Saulius Ritter        | Norvège Kjetil Borch Olaf Tufte                    |
| Tokyo 2020 (Résultats détaillés)          | France Hugo Boucheron Matthieu Androdias                | Pays-Bas Melvin Twellaar Stef Broenink             | Chine Liu Zhiyu Zhang Liang                        |
| Paris 2024 (Résultats détaillés)          | Roumanie Andrei Sebastian Cornea Marian Florian Enache  | Pays-Bas Melvin Twellaar Stef Broenink             | Irlande Daire Lynch Philip Doyle                   |

### Deux de couple poids légers
| Édition                                   | Or                                          | Argent                                           | Bronze                                            |
| ----------------------------------------- | ------------------------------------------- | ------------------------------------------------ | ------------------------------------------------- |
| Atlanta 1996                              | Suisse Markus Gier Michael Gier             | Pays-Bas Pepijn Aardewijn Maarten Van Der Linden | Australie Anthony Edwards Bruce Hick              |
| Sydney 2000                               | Pologne Tomasz Kucharski Robert Sycz        | Italie Elia Luini Leonardo Pettinari             | France Thibaud Chapelle Pascal Touron             |
| Athènes 2004                              | Pologne Tomasz Kucharski Robert Sycz        | France Frédéric Dufour Pascal Touron             | Grèce Vasílios Polýmeros Nikólaos Skiathítis      |
| Pékin 2008                                | Grande-Bretagne Mark Hunter Zac Purchase    | Grèce Dimítrios Moúgios Vasílios Polýmeros       | Danemark Rasmus Quist Hansen Mads Rasmussen       |
| Londres 2012 (Résultats détaillés)        | Danemark Rasmus Quist Hansen Mads Rasmussen | Grande-Bretagne Mark Hunter Zac Purchase         | Nouvelle-Zélande Peter Taylor Storm Uru           |
| Rio de Janeiro 2016 (Résultats détaillés) | France Jérémie Azou Pierre Houin            | Irlande Gary O'Donovan Paul O'Donovan            | Danemark Kristoffer Brun Are Strandli             |
| Tokyo 2020 (Résultats détaillés)          | Irlande Paul O'Donovan Fintan McCarthy      | Allemagne Jonathan Rommelmann Jason Osborne      | Italie Pietro Ruta Stefano Oppo                   |
| Paris 2024 (Résultats détaillés)          | Irlande Paul O'Donovan Fintan McCarthy      | Italie Stefano Oppo Gabriel Soares               | Grèce Antonios Papakonstantinou Petros Gkaidatzis |

### Quatre de couple
| Édition                                   | Or                                                                                           | Argent                                                                             | Bronze                                                                             |
| ----------------------------------------- | -------------------------------------------------------------------------------------------- | ---------------------------------------------------------------------------------- | ---------------------------------------------------------------------------------- |
| Montréal 1976                             | Allemagne de l'Est Karl-Heinz Bußert Wolfgang Güldenpfennig Rüdiger Reiche Michael Wolfgramm | Union soviétique Vytautas Butkus Yevgeniy Duleyev Aivars Lazdenieks Yuriy Yakimov  | Tchécoslovaquie Jaroslav Hellebrand Vladek Lacina Zdeněk Pecka Václav Vochoska     |
| Moscou 1980                               | Allemagne de l'Est Carsten Bunk Frank Dundr Uwe Heppner Martin Winter                        | Union soviétique Evgeni Barbakov Mykola Dovhan Valeri Kleshnyov Yuriy Shapochka    | Bulgarie Bogdan Dobrev Mincho Nikolov Lyubomir Petrov Ivo Rusev                    |
| Los Angeles 1984                          | Allemagne de l'Ouest Michael Dürsch Albert Hedderich Raimund Hörmann Dieter Wiedenmann       | Australie Gary Gullock Anthony Lovrich Timothy McLaren Paul Reedy                  | Canada Bruce Ford Doug Hamilton Mike Hughes Phil Monckton                          |
| Séoul 1988                                | Italie Agostino Abbagnale Gianluca Farina Piero Poli Davide Tizzano                          | Norvège Lars Bjønness Alf Hansen Rolf Thorsen Vetle Vinje                          | Allemagne de l'Est Steffen Bogs Heiko Habermann Jens Köppen Steffen Zühlke         |
| Barcelone 1992                            | Allemagne Andreas Hajek Michael Steinbach Stephan Volkert André Willms                       | Norvège Lars Bjønness Per Sætersdal Rolf Thorsen Kjetil Undset                     | Italie Alessandro Corona Gianluca Farina Rossano Galtarossa Filippo Soffici        |
| Atlanta 1996                              | Allemagne Andreas Hajek André Steiner Stephan Volkert André Willms                           | États-Unis Jason Gailes Brian Jamieson Eric Mueller Tim Young                      | Australie Duncan Free Bo Hanson Janusz Hooker Ronald Snook                         |
| Sydney 2000                               | Italie Agostino Abbagnale Rossano Galtarossa Simone Raineri Alessio Sartori                  | Pays-Bas Michiel Bartman Dirk Lippits Diederik Simon Jochem Verberne               | Allemagne Marco Geisler Andreas Hajek Stephan Volkert André Willms                 |
| Athènes 2004                              | Russie Sergey Fedorovtsev Igor Kravtsov Nikolay Spinev Aleksey Svirin                        | République tchèque Jakub Hanák David Jirka Tomáš Karas David Kopřiva               | Ukraine Serhiy Biloushchenko Serhiy Hryn Oleh Lykov Leonid Shaposhnykov            |
| Pékin 2008                                | Pologne Michał Jeliński Marek Kolbowicz Adam Korol Konrad Wasielewski                        | Italie Luca Agamennoni Rossano Galtarossa Simone Raineri Simone Venier             | France Julien Bahain Cédric Berrest Jonathan Coeffic Pierre-Jean Peltier           |
| Londres 2012 (Résultats détaillés)        | Allemagne Tim Grohmann Lauritz Schoof Karl Schulze Philipp Wende                             | Croatie Damir Martin David Šain Martin Sinković Valent Sinković                    | Australie Karsten Forsterling James McRae Chris Morgan Daniel Noonan               |
| Rio de Janeiro 2016 (Résultats détaillés) | Allemagne Hans Gruhne Lauritz Schoof Karl Schulze Philipp Wende                              | Australie Alexander Belonogoff Karsten Forsterling Cameron Girdlestone James McRae | Estonie Tõnu Endrekson Andrei Jämsä Allar Raja Kaspar Taimsoo                      |
| Tokyo 2020 (Résultats détaillés)          | Australie Alexander Purnell Spencer Turrin Jack Hargreaves Alexander Hill                    | Roumanie Mihaita Tiganescu Mugurel Vasile Semciuc Stefan Berariu Cosmin Pascari    | Italie Matteo Castaldo Matteo Lodo Marco Di Costanzo Giuseppe Vicino Bruno Rosetti |
| Paris 2024 (Résultats détaillés)          | Pays-Bas Finn Florijn Koen Metsemakers Lennart van Lierop Tone Wieten                        | Italie Luca Chiumento Giacomo Gentili Andrea Panizza Luca Rambaldi                 | Pologne Fabian Barański Mateusz Biskup Dominik Czaja Mirosław Ziętarski            |

### Huit
| Édition                                   | Or | Argent | Bronze |
| ----------------------------------------- | --- | --- | --- |
| Paris 1900                                | États-Unis Louis Abell William Carr Harry DeBaecke John Exley John Geiger Edwin Hedley James Juvenal Roscoe Lockwood Edward Marsh                                           | Belgique Prospère Bruggeman Jules De Bisschop Oscar de Cock Oscar de Somville Maurice Hemelsoet Frank Odberg Maurice Verdonck Alfred Van Landeghem Marcel Van Crombrugghe        | Pays-Bas François Brandt Hermanus Brockmann Roelof Klein Ruurd Leegstra Walter Middelberg Hendrik Offerhaus Walter Thijssen Henricus Tromp Johannes van Dijk |
| Saint-Louis 1904                          | États-Unis Louis Abell Charles Armstrong Frederick Cresser Joseph Dempsey John Exley James Flanagan Michael Gleason Frank Schell                                            | Canada Arthur Bailey Phil Boyd Thomas Loudon Donald MacKenzie George Reiffenstein William Rice George Strange William Wadsworth                                                  | Non décerné |
| Londres 1908                              | Grande-Bretagne Harry Bucknall Charles Burnell Raymond Etherington-Smith Albert Gladstone Banner Johnstone Frederick Kelly Gilchrist Maclagan Guy Nickalls Ronald Sanderson | Belgique Oscar de Somville Marcel Maurimont Georges Mijs Rémy Orban Rodolphe Poma Oscar Taelman Alfred Vanlandeghem Polydore Veirman François Vergucht                           | Canada Gordon Balfour Becher Gale Douglas Kertland Walter Lewis Charles Riddy Irvine Robertson Geoffrey Taylor Julius Thompson Joseph Wright Grande-Bretagne Richard Boyle John Burn Oswald Carver Henry Goldsmith Frank Jerwood Harold Kitching Eric Powell Douglas Stuart Edward Williams |
| Stockholm 1912                            | Grande-Bretagne Edgar Burgess Philip Fleming Arthur Garton James Gillan Ewart Horsfall Alister Kirby Sidney Swann Henry Wells Leslie Wormald                                | Grande-Bretagne Robert Bourne Beaufort Burdekin William Fison Thomas Gillepsie Charles Littlejohn William Parker Frederick Pitman John Walker Arthur Wiggins                     | Allemagne Fritz Bartholomae Willi Bartholomae Max Broeske Werner Dehnn Otto Liebing Hans Mathiae Rudolf Reichelt Kurt Runge Max Vetter |
| Anvers 1920                               | États-Unis Sherman Clark Vincent Gallagher Edwin Graves Virgil Jacomini Donald Johnston William Jordan Clyde King Edward Moore Alden Sanborn                                | Grande-Bretagne John Campbell Sebastian Earl Ewart Horsfall Walter James Robin Johnstone Richard Lucas Guy Nickalls Ralph Shove Sidney Swann                                     | Norvège Hakon Ellingsen Thoralf Hagen Thore Michelsen Arne Mortensen Karl Nag Theodor Nag Adolf Nilsen Conrad Olsen Tollef Tollefsen |
| Paris 1924                                | États-Unis Leonard Carpenter Howard Kingsbury Alfred Lindley John Miller James Rockefeller Frederick Sheffield Benjamin Spock Laurence Stoddard Alfred Wilson               | Canada Arthur Bell Ivor Campbell Robert Hunter William Langford Harold Little John Smith Warren Snyder Norman Taylor William Wallace                                             | Italie Antonio Cattalinich Francesco Cattalinich Simeone Cattalinich Giuseppe Crivelli Latino Galasso Vittorio Gliubich Pietro Ivanov Bruno Sorić Carlo Toniatti |
| Amsterdam 1928                            | États-Unis Donald Blessing John Brinck Hubert A. Caldwell William Dally Peter Donlon Francis Frederick Marvin Stalder William Thompson James Workman                        | Grande-Bretagne John Badcock Jack Beresford Donald Gollan Jamie Hamilton Gordon Killick Harold Lane Guy Oliver Nickalls Arthur Sulley Harold West                                | Canada John Donnelly Frank Fiddes John Hand Frederick Hedges Athol Meech Jack Murdoch Edgar Norris Herbert Richardson William Ross |
| Los Angeles 1932                          | États-Unis James Blair Charles Chandler David Dunlap Norris Graham Duncan Gregg Winslow Hall (rameur) Burton Jastram Edwin Salisbury Harold Tower                           | Italie Mario Balleri Renato Barbieri Dino Barsotti Renato Bracci Vittorio Cioni Guglielmo Del Bimbo Enrico Garzelli Cesare Milani Roberto Vestrini                               | Canada Donald Boal Earl Eastwood Harry Fry Joseph Harris Cedric Liddell George MacDonald Stanley Stanyar Albert H. Taylor William Thoburn |
| Berlin 1936                               | États-Unis Gordon Adam Charles Day Donald Hume George Hunt James McMillin Robert Moch Herbert Morris Joe Rantz John White                                                   | Italie Dino Barsotti Enzo Bartolini Mario Checcacci Guglielmo Del Bimbo Enrico Garzelli Oreste Grossi Cesare Milani Ottorino Quaglierini Dante Secchi                            | Allemagne Hans-Joachim Hannemann Heinz Kaufmann Hans Kuschke Werner Loeckle Wilhelm Mahlow Helmut Radach Alfred Rieck Herbert Schmidt Gerd Völs |
| Londres 1948                              | États-Unis George Ahlgren David Brown Lloyd Butler James Hardy John Stack Ralph Purchase Justus Smith David Turner Ian Turner                                               | Grande-Bretagne Christopher Barton Ernest Bircher Jack Dearlove Michael Lapage Charles Lloyd Paul Massey Alfred Mellows John Meyrick Guy Richardson                              | Norvège Hans Hansen Harald Kråkenes Thorstein Kråkenes Kristoffer Lepsøe Carl Monssen Sigurd Monssen Leif Næss Halfdan Gran Olsen Thor Pedersen |
| Helsinki 1952                             | États-Unis Robert Detweiler James Dunbar William Fields Wayne Frye Charles Manring Richard Murphy Henry Proctor Frank Shakespeare Edward Stevens                            | Union soviétique Slava Amiragov Igor Borisov Yevgeny Brago Leonid Gissen Aleksei Komarov Vladimir Kryukov Igor Polyakov Vladimir Rodimushkin Yevgeny Samsonov                    | Australie David Anderson Phil Cayser Ernest Chapman Tom Chessell Mervyn Finlay Nimrod Greenwood Edward Pain Bob Tinning Geoff Williamson |
| Melbourne 1956                            | États-Unis William Becklean Donald Beer Thomas Charlton John Cooke Caldwell Esselstyn Charles Grimes Robert Morey Rusty Wailes David Wight                                  | Canada David Helliwell Philip Kueber Richard McClure Douglas McDonald William McKerlich Carlton Ogawa Donald Pretty Lawrence West Robert Wilson                                  | Australie Michael Aikman Fred Benfield David Boykett Brian Doyle Harold Hewitt James Howden Walter Howell Garth Manton Adrian Monger |
| Rome 1960                                 | Équipe unifiée d'Allemagne Klaus Bittner Karl-Heinz Hopp Hans Lenk Willi Padge Manfred Rulffs Frank Schepke Kraft Schepke Walter Schröder Karl-Heinrich von Groddeck        | Canada David Anderson Donald Arnold Sohen Biln Walter D'Hondt Nelson Kuhn John Lecky Archibald MacKinnon William McKerlich Glen Mervyn                                           | Tchécoslovaquie Bohumil Janoušek Jan Jindra Miroslav Koníček Jiří Lundák Stanislav Lusk Václav Pavkovič Luděk Pojezný Jan Švéda Josef Věntus |
| Tokyo 1964                                | États-Unis Joseph Amlong Thomas Amlong Harold Budd Emory Clark Stanley Cwiklinski Hugh Foley William Knecht William Stowe Róbert Zimonyi                                    | Équipe unifiée d'Allemagne Klaus Aeffke Thomas Ahrens Klaus Behrens Klaus Bittner Horst Meyer Jürgen Plagemann Jürgen Schröder Karl-Heinrich von Groddeck Hans-Jürgen Wallbrecht | Tchécoslovaquie Petr Čermák Bohumil Janoušek Miroslav Koníček Jiří Lundák Jan Mrvík Richard Nový Luděk Pojezný Július Toček Josef Věntus |
| Mexico 1968                               | Allemagne de l'Est Rüdiger Henning Egbert Hirschfelder Wolfgang Hottenrott Horst Mayer Nikolaus Ott Dirk Schreyer Jörg Siebert Günther Thiersch Lutz Ulbricht               | Australie Peter Dickson David Douglas Alf Duval Joe Fazio Alan Grover Michael Morgan Gary Pearce John Ranch Bob Shirlaw                                                          | Union soviétique Antanas Bagdonavičius Vitautas Bredis Iozas Iouguelavitchïous Zigmas Jukna Valentin Kravtchouk Yuriy Lorentsson Aleksandr Martychkin Viktor Souslin Volodymyr Sterlik |
| Munich 1972                               | Nouvelle-Zélande Trevor Coker Simon Dickie Athol Earl John Hunter Tony Hurt Dick Joyce Gary Robertson Wybo Veldman Lindsay Wilson                                           | États-Unis Eugene Clapp Franklin Hobbs William Hobbs Paul Hoffman Cleve Livingston Michael Livingston Timothy Mickelson Peter Raymond Lawrence Terry                             | Allemagne de l'Est Hans-Joachim Borzym Harold Dimke Bernd Landvoigt Jörg Landvoigt Heinri Mederow Hartmut Schreiber Manfred Schneider Manfred Schmorde Dietmar Schwarz |
| Montréal 1976                             | Allemagne de l'Est Bernd Baumgart Karl-Heinz Danielovski Gottfried Döhn Ulrich Karnatz Werner Klatt Roland Kostulski Hans-Joachim Lück Karl-Heinz Prudöhl Dieter Wendisch   | Grande-Bretagne James Clark Timothy Crooks Richard Lester Hugh Matheson David Maxwell Leonard Robertson Fred Smallbone Patrick Sweeney John Yallop                               | Nouvelle-Zélande Trevor Coker Simon Dickie Peter Dignan Athol Earl Tony Hurt Alex McLean Dave Rodger Ivan Sutherland Lindsay Wilson |
| Moscou 1980                               | Allemagne de l'Est Jens Doberschütz Uwe Dühring Jörg Friedrich Berno Höing Ulrich Karnatz Ulrich Kons Hans-Peter Koppe Bernd Krauß Klaus-Dieter Ludwig                      | Grande-Bretagne Henry Clay Andrew Justice Chris Mahoney Duncan McDougall Malcolm McGowan Colin Moynihan John Pritchard Richard Stanhope Allan Whitwell                           | Union soviétique Hrihoriy Dmytrenko Viktor Kokoshyn Andrey Luhin Oleksandr Mantsevych Ihar Maystrenko Jonas Normantas Jonas Pintskus Andriy Tishchenko Oleksandr Tkachenko |
| Los Angeles 1984                          | Canada Dean Crawford Mark Evans Michael Evans Blair Horn Grant Main Brian McMahon Kevin Neufeld Paul Steele Pat Turner                                                      | États-Unis Fred Borchelt Charles Clapp III Thomas Darling Bruce Ibbetson Robert Jaugstetter Chip Lubsen Christopher Penny Andrew Sudduth John Terwilliger                        | Australie James Battersby Ian Edmunds Stephen Evans Clyde Hefer Craig Muller Samuel Patten Ion Popa Gavin Thredgold Timothy Willoughby |
| Séoul 1988                                | Allemagne de l'Ouest Thomas Domian Armin Eichholz Manfred Klein Wolfgang Maennig Matthias Mellinghaus Thomas Möllenkamp Bahne Rabe Eckhardt Schultz Ansgar Wessling         | Union soviétique Veniamin But Viktor Diduk Aleksandr Dumchev Pavel Gurkovsky Nikolay Kumarov Aleksandr Lukyanov Viktor Omelyanovich Vasily Tikhonov Andrey Vasilyev              | États-Unis Seth Bauer Doug Burden Jeffrey McLaughlin Peter Nordell Ted Patton John Pescatore John Rusher Jonathan Smith Mike Teti |
| Barcelone 1992                            | Canada Darren Barber Andrew Crosby Michael Forgeron Robert Marland Terrence Paul Derek Porter Michael Rascher Bruce Robertson John Wallace                                  | Roumanie Dănuț Dobre Marin Gheorghe Claudiu Marin Vasile Mastacan Vasile Nastase Valentin Robu ]Iulică Ruican Viorel Talapan Ioan Vizitiu                                        | Allemagne Roland Baar Armin Eichholz Detlef Kirchhoff Manfred Klein Bahne Rabe Frank Richter Hans Sennewald Thorsten Streppelhoff Ansgar Wessling |
| Atlanta 1996                              | Pays-Bas Michiel Bartman Jeroen Duyster Ronald Florijn Koos Maasdijk Nico Rienks Diederik Simon Niels van der Zwan Niels van Steenis Henk-Jan Zwolle                        | Allemagne Roland Baar Wolfram Huhn Detlef Kirchhoff Mark Kleinschmidt Frank Richter Thorsten Streppelhoff Peter Thiede Ulrich Viefers Marc Weber                                 | Russie Nikolay Aksyonov Anton Chermashentsev Andrey Glukhov Aleksandr Lukyanov Sergeij Matveyev Pavel Melnikov Roman Monchenko Dmitriy Rozinkevich Vladimir Volodenkov |
| Sydney 2000                               | Grande-Bretagne Louis Attrill Ben Hunt-Davis Simon Dennis Rowley Douglas Luka Grubor Andrew Lindsay Fred Scarlett Steve Trapmore Kieran West                                | Australie Daniel Burke Jaime Fernandez Alastair Gordon Brett Hayman Robert Jahrling Mike McKay Nick Porzig Christian Ryan Stuart Welch                                           | Croatie Igor Boraska Krešimir Čuljak Igor Francetić Tihomir Franković Silvijo Petriško Nikša Skelin Siniša Skelin Tomislav Smoljanović Branimir Vujević |
| Athènes 2004                              | États-Unis Chris Ahrens Wyatt Allen Dan Beery Peter Cipollone Matt Deakin Joseph Hansen Beau Hoopman Jason Read Bryan Volpenhein                                            | Pays-Bas Michiel Bartman Chun Wei Cheung Geert-Jan Derksen Gerritjan Eggenkamp Jan-Willem Gabriëls Daniël Mensch Diederik Simon Matthijs Vellenga Gijs Vermeulen                 | Australie Bo Hanson Mike McKay Stuart Reside Geoffrey Stewart James Stewart Stephen Stewart Stefan Szczurowski Michael Toon Stuart Welch |
| Pékin 2008 (Résultats détaillés)          | Canada James Andrew Byrnes Kyle Hamilton Malcolm Howard Adam Kreek Kevin Light Brian Price Benjamin Rutledge Dominic Seiterle Jacob Wetzel                                  | Grande-Bretagne Richard Egington Alastair Heathcote Matthew Langridge Tom Lucy Acer Nethercott Alex Partridge Colin Smith Tom Stallard Josh West                                 | États-Unis Wyatt Allen Micah Boyd Steven Coppola Beau Hoopman Josh Inman Marcus McElhenney Matt Schnobrich Bryan Volpenhein Daniel Walsh |
| Londres 2012 (Résultats détaillés)        | Allemagne Filip Adamski Andreas Kuffner Eric Johannesen Florian Mennigen Lukas Müller Maximilian Reinelt Martin Sauer Richard Schmidt Kristof Wilke                         | Canada Gabriel Bergen Jeremiah Brown James Andrew Byrnes Will Crothers Douglas Csima Robert Gibson Malcolm Howard Conlin McCabe Brian Price                                      | Grande-Bretagne Richard Egington James Foad Phelan Hill Matthew Langridge Constantine Louloudis Alex Partridge Tom Ransley Mohamed Sbihi Greg Searle |
| Rio de Janeiro 2016 (Résultats détaillés) | Grande-Bretagne Paul Bennet Scott Durant Matthew Gotrel Phelan Hill Matthew Langridge Tom Ransley Peter Reed William Satch Andy Triggs Hodge                                | Allemagne Felix Drahotta Malte Jakschik Eric Johannesen Andreas Kuffner Maximilian Munski Hannes Ocik Maximilian Reinelt Martin Sauer Richard Schmidt                            | Pays-Bas Kaj Hendriks Robert Lücken Boaz Meylink Olivier Siegelaar Boudewijn Roëll Dirk Uittenbogaard Mechiel Versluis Peter Wiersum Tone Wieten |
| Tokyo 2020 (Résultats détaillés)          | Nouvelle-Zélande Thomas Mackintosh Hamish Bond Tom Murray Michael Brake Daniel Williamson Phillip Wilson Shaun Kirkham Matt Macdonald Sam Bosworth                          | Allemagne Johannes Weissenfeld Laurits Follert Olaf Roggensack Torben Johannesen Jakob Schneider Malte Jakschik Richard Schmidt Hannes Ocik Martin Sauer                         | Grande-Bretagne Josh Bugajski Jacob Dawson Tom George Mohamed Sbihi Charles Elwes Oliver Wynne-Griffith James Rudkin Tom Ford Henry Fieldman |
| Paris 2024 (Résultats détaillés)          | Grande-Bretagne Sholto Carnegie Rory Gibbs Morgan Bolding Jacob Dawson Charles Elwes Tom Digby James Rudkin Tom Ford Harry Brightmore                                       | Pays-Bas Ralf Rienks Olav Molenaar Sander de Graaf Ruben Knab Gert-Jan van Doorn Jacob van der Kerkhof Jan van der Bij Mick Makker Dieuwke Fetter                                | États-Unis Henry Hollingsworth Nick Rusher Christian Tabash Clark Dean Chris Carlson Peter Chatain Evan Olson Pieter Quinton Rielly Milne |

### Deux sans barreur
| Édition                                   | Or                                       | Argent                                           | Bronze                                     |
| ----------------------------------------- | ---------------------------------------- | ------------------------------------------------ | ------------------------------------------ |
| Londres 2012 (Résultats détaillés)        | Nouvelle-Zélande Eric Murray Hamish Bond | France Germain Chardin Dorian Mortelette         | Grande-Bretagne George Nash William Satch  |
| Rio de Janeiro 2016 (Résultats détaillés) | Nouvelle-Zélande Eric Murray Hamish Bond | Afrique du Sud Lawrence Brittain Shaun Keeling   | Italie Marco Di Costanzo Giovanni Abagnale |
| Tokyo 2020 (Résultats détaillés)          | Croatie Valent Sinković Martin Sinković  | Roumanie Marius Cozmiuc Ciprian Tudosă           | Danemark Frederic Vystavel Joachim Sutton  |
| Paris 2024 (Résultats détaillés)          | Croatie Valent Sinković Martin Sinković  | Grande-Bretagne Oliver Wynne-Griffith Tom George | Suisse Roman Röösli Andrin Gulich          |

### Quatre sans barreur
| Édition                                   | Or                                                                                  | Argent                                                                      | Bronze                                                                    |
| ----------------------------------------- | ----------------------------------------------------------------------------------- | --------------------------------------------------------------------------- | ------------------------------------------------------------------------- |
| Londres 2012 (Résultats détaillés)        | Grande-Bretagne Alex Gregory Tom James Pete Reed Andrew Triggs-Hodge                | Australie James Chapman Joshua Dunkley-Smith Drew Ginn William Lockwood     | États-Unis Charlie Cole Scott Gault Glenn Ochal Henrik Rummel             |
| Rio de Janeiro 2016 (Résultats détaillés) | Grande-Bretagne Alex Gregory Mohamed Sbihi George Nash Constantine Louloudis        | Australie William Lockwood Joshua Dunkley-Smith Joshua Booth Alexander Hill | Italie Domenico Montrone Matteo Castaldo Matteo Lodo Giuseppe Vicino      |
| Tokyo 2020 (Résultats détaillés)          | Pays-Bas Lucas Theodoor Dirk Uittenbogaard Abe Wiersma Tone Wieten Koen Metsemakers | Grande-Bretagne Harry Leask Angus Groom Tom Barras Jack Beaumont            | Australie Jack Cleary Caleb Antill Cameron Girdlestone Luke Letcher       |
| Paris 2024 (Résultats détaillés)          | États-Unis Nick Mead Justin Best Michael Grady Liam Corrigan                        | Nouvelle-Zélande Ollie Maclean Logan Ullrich Tom Murray Matt Macdonald      | Grande-Bretagne Oliver Wilkes David Ambler Matt Aldridge Freddie Davidson |

## Épreuves féminines

### Skiff
| Édition                                   | Or                                 | Argent                  | Bronze                             |
| ----------------------------------------- | ---------------------------------- | ----------------------- | ---------------------------------- |
| Montréal 1976                             | Christine Scheiblich (RDA)         | Joan Lind (USA)         | Elena Antonova (URS)               |
| Moscou 1980                               | Sanda Toma (ROU)                   | Antonina Makhina (URS)  | Martina Schröter (RDA)             |
| Los Angeles 1984                          | Valeria Răcilă (ROU)               | Charlotte Geer (USA)    | Ann Haesebrouck (BEL)              |
| Séoul 1988                                | Jutta Behrendt (RDA)               | Anne Marden (USA)       | Magdalena Georgieva (BUL)          |
| Barcelone 1992                            | Elisabeta Lipă (ROU)               | Annelies Bredael (BEL)  | Silken Laumann (CAN)               |
| Atlanta 1996                              | Ekaterina Karsten (BLR)            | Silken Laumann (CAN)    | Trine Hansen (DEN)                 |
| Sydney 2000                               | Ekaterina Karsten (BLR)            | Rumyana Neykova (BUL)   | Katrin Rutschow-Stomporowski (GER) |
| Athènes 2004                              | Katrin Rutschow-Stomporowski (GER) | Ekaterina Karsten (BLR) | Rumyana Neykova (BUL)              |
| Pékin 2008                                | Rumyana Neykova (BUL)              | Michelle Guerette (USA) | Ekaterina Karsten (BLR)            |
| Londres 2012 (Résultats détaillés)        | Miroslava Knapková (CZE)           | Fie Udby Erichsen (DEN) | Kim Crow (AUS)                     |
| Rio de Janeiro 2016 (Résultats détaillés) | Kim Brennan (AUS)                  | Genevra Stone (USA)     | Duan Jingli (CHN)                  |
| Tokyo 2020 (Résultats détaillés)          | Emma Twigg (NZL)                   | Hanna Prakatsen (ROC)   | Magdalena Lobnig (AUT)             |
| Paris 2024 (Résultats détaillés)          | Karolien Florijn (NED)             | Emma Twigg (NZL)        | Viktorija Senkutė (LTU)            |

### Deux de couple
| Édition                                   | Or                                                               | Argent                                               | Bronze                                                     |
| ----------------------------------------- | ---------------------------------------------------------------- | ---------------------------------------------------- | ---------------------------------------------------------- |
| Montréal 1976                             | Bulgarie Svetla Otzetova Zdravka Yordanova                       | Allemagne de l'Est Petra Boesler Sabine Jahn         | Union soviétique Eleonora Kaminskaitė Genovaitė Ramoškienė |
| Moscou 1980                               | Union soviétique Elena Khloptseva Larisa Popova                  | Allemagne de l'Est Cornelia Linse Heidi Westphal     | Roumanie Olga Homeghi Valeria Răcilă                       |
| Los Angeles 1984                          | Roumanie Elisabeta Oleniuc Marioara Popescu                      | Pays-Bas Greet Hellemans Nicolette Hellemans         | Canada Danièle Laumann Silken Laumann                      |
| Séoul 1988                                | Allemagne de l'Est Birgit Peter Martina Schröter                 | Roumanie Veronica Cogeanu Elisabeta Lipă             | Bulgarie Stefka Madina Violeta Ninova                      |
| Barcelone 1992                            | Allemagne Kathrin Boron Kerstin Köppen                           | Roumanie Veronica Cochela Elisabeta Lipă             | Chine Gu Xiaoli Lu Huali                                   |
| Atlanta 1996                              | Canada Kathleen Heddle                                           | Chine Cao Mianying Zhang Xiuyun                      | Pays-Bas Irene Eijs Eeke van Nes                           |
| Sydney 2000                               | Allemagne Kathrin Boron Jana Thieme                              | Pays-Bas Pieta van Dishoeck Eeke van Nes             | Lituanie Kristina Poplavskaja Birutė Šakickienė            |
| Athènes 2004                              | Nouvelle-Zélande Caroline Evers-Swindell Georgina Evers-Swindell | Allemagne Britta Oppelt Peggy Waleska                | Grande-Bretagne Elise Laverick Sarah Winckless             |
| Pékin 2008                                | Nouvelle-Zélande Caroline Evers-Swindell Georgina Evers-Swindell | Allemagne Christiane Huth Annekatrin Thiele          | Grande-Bretagne Anna Bebington Elise Laverick              |
| Londres 2012 (Résultats détaillés)        | Grande-Bretagne Katherine Grainger Anna Watkins                  | Australie Kim Crow Brooke Pratley                    | Pologne Magdalena Fularczyk Julia Michalska                |
| Rio de Janeiro 2016 (Résultats détaillés) | Pologne Magdalena Fularczyk Natalia Madaj                        | Grande-Bretagne Katherine Grainger Victoria Thornley | Lituanie Milda Valčiukaitė Donata Vištartaitė              |
| Tokyo 2020 (Résultats détaillés)          | Roumanie Nicoleta-Ancuța Bodnar Simona Radiș                     | Nouvelle-Zélande Brooke Donoghue Hannah Osborne      | Pays-Bas Roos de Jong Lisa Scheenaard                      |
| Paris 2024 (Résultats détaillés)          | Nouvelle-Zélande Brooke Francis Hannah Osborne                   | Roumanie Nicoleta-Ancuța Bodnar Simona Radiș         | Grande-Bretagne Mathilda Hodgkins Byrne Rebecca Wilde      |

### Deux de couple poids légers
| Édition                                   | Or                                                | Argent                                        | Bronze                                        |
| ----------------------------------------- | ------------------------------------------------- | --------------------------------------------- | --------------------------------------------- |
| Atlanta 1996                              | Roumanie Constanța Burcică Camelia Macoviciuc     | États-Unis Teresa Bell Lindsay Burns          | Australie Rebecca Joyce Virginia Lee          |
| Sydney 2000                               | Roumanie Angela Alupei Constanța Burcică          | Allemagne Claudia Blasberg Valerie Viehoff    | États-Unis Christine Collins Sarah Garner     |
| Athènes 2004                              | Roumanie Angela Alupei Constanța Burcică          | Allemagne Claudia Blasberg Daniela Reimer     | Pays-Bas Kirsten van der Kolk Marit van Eupen |
| Pékin 2008                                | Pays-Bas Kirsten van der Kolk Marit van Eupen     | Finlande Minna Nieminen Sanna Stén            | Canada Tracy Cameron Melanie Kok              |
| Londres 2012 (Résultats détaillés)        | Grande-Bretagne Katherine Copeland Sophie Hosking | Chine Huang Wenyi Xu Dongxiang                | Grèce Alexándra Tsiávou Christína Yazitzídou  |
| Rio de Janeiro 2016 (Résultats détaillés) | Pays-Bas Maaike Head Ilse Paulis                  | Canada Lindsay Jennerich Patricia Obee        | Chine Huang Wenyi Pan Feihong                 |
| Tokyo 2020 (Résultats détaillés)          | Italie Valentina Rodini Federica Cesarini         | France Claire Bové Laura Tarantola            | Pays-Bas Marieke Keijser Ilse Paulis          |
| Paris 2024 (Résultats détaillés)          | Grande-Bretagne Emily Craig Imogen Grant          | Roumanie Gianina van Groningen Ionela Cozmiuc | Grèce Dímitra Kontoú Zoí Fítsiou              |

### Quatre de couple
| Édition                                   | Or                                                                                     | Argent | Bronze                                                                                      |
| ----------------------------------------- | -------------------------------------------------------------------------------------- | --- | ------------------------------------------------------------------------------------------- |
| Montréal 1976                             | Allemagne de l'Est Anke Borchmann Jutta Lau Viola Poley Liane Weigelt Roswietha Zobelt | Union soviétique Larisa Alexandrova Mira Bryunina Galina Ermolaeva Anna Kondrachina Nadejda Tchernichova    | Roumanie Felicia Afrăsiloaie Elena Giurcă Elisabeta Lazăr Maria Micșa Ioana Tudoran         |
| Moscou 1980                               | Allemagne de l'Est Liane Buhr Jutta Lau Jutta Ploch Sybille Reinhardt Roswietha Zobelt | Union soviétique Nina Cheremisina Nadezhda Lyubimova Yelena Matiyevskaya Antonina Pustovit Olga Vasilchenko | Bulgarie Anka Bakova Rumelyana Boncheva Anka Georgieva Dolores Nakova Mariana Serbezova     |
| Los Angeles 1984                          | Roumanie Ioana Badea Sofia Corban Ecaterina Oancia Anisoara Sorohan Maricica Țăran     | États-Unis Virginia Gilder Joan Lind Anne Marden Kelly Rickon Lisa Rohde                                    | Danemark Hanne Eriksen Birgitte Hanel Lotte Koefoed Bodil Rasmussen Jette Sørensen          |
| Séoul 1988                                | Allemagne de l'Est Kerstin Förster Kristina Mundt Beate Schramm Jana Sorgers           | Union soviétique Irina Kalimbet Svitlana Maziy Inna Frolova Antonina Doumtcheva                             | Roumanie Anişoara Bǎlan Anişoara Minea Veronica Cogeanu Elisabeta Lipă                      |
| Barcelone 1992                            | Allemagne Sybille Schmidt Birgit Peter Kerstin Müller Kristina Mundt                   | Roumanie Anişoara Dobre Doina Ignat Constanța Burcică Veronica Cochelea                                     | Équipe unifiée Antonina Zelikovitch Tetiana Ustiuzhanina Ekaterina Karsten Elena Khloptseva |
| Atlanta 1996                              | Allemagne Katrin Rutschow-Stomporowski Jana Sorgers Kerstin Koppen Kathrin Boron       | Ukraine Svitlana Maziy Dina Miftakhutdynova Inna Frolova Olena Ronzhyna                                     | Canada Laryssa Biesenthal Diane O'Grady Kathleen Heddle Marnie McBean                       |
| Sydney 2000                               | Allemagne Kerstin Kowalski Meike Evers Manuela Lutze Manja Kowalski                    | Grande-Bretagne Guin Batten Gillian Lindsay Katherine Grainger Miriam Batten                                | Russie Oksana Dorodnova Irina Fedotova Yuliya Levina Larisa Merk                            |
| Athènes 2004                              | Allemagne Kathrin Boron Meike Evers Manuela Lutze Kerstin El Qalqili                   | Grande-Bretagne Alison Mowbray Debbie Flood Frances Houghton Rebecca Romero                                 | Australie Dana Faletic Rebecca Sattin Amber Bradley Kerry Hore                              |
| Pékin 2008                                | Chine Tang Bin Xi Aihua Jin Ziwei Zhang Yangyang                                       | Grande-Bretagne Annie Vernon Debbie Flood Frances Houghton Katherine Grainger                               | Allemagne Britta Oppelt Manuela Lutze Kathrin Boron Stephanie Schiller                      |
| Londres 2012 (Résultats détaillés)        | Ukraine Kateryna Tarasenko Nataliya Dovhodko Anastasiya Kozhenkova Yana Dementyeva     | Allemagne Annekatrin Thiele Carina Bär Julie Richter Britta Oppelt                                          | États-Unis Natalie Dell Kara Kohler Megan Kalmoe Adrienne Martelli                          |
| Rio de Janeiro 2016 (Résultats détaillés) | Allemagne Carina Bär Julia Lier Lisa Schmidla Annekatrin Thiele                        | Pays-Bas Chantal Achterberg Nicole Beukers Carline Bouw Inge Janssen                                        | Pologne Monika Ciaciuch Agnieszka Kobus Joanna Leszczyńska Maria Springwald                 |
| Tokyo 2020 (Résultats détaillés)          | Chine Chen Yunxia Zhang Ling Lyu Yang Cui Xiaotong                                     | Pologne Agnieszka Kobus-Zawojska Marta Wieliczko Maria Sajdak Katarzyna Zillmann                            | Australie Ria Thompson Rowena Meredith Harriet Hudson Caitlin Cronin                        |
| Paris 2024 (Résultats détaillés)          | Grande-Bretagne Lauren Henry Hannah Scott Lola Anderson Georgina Brayshaw              | Pays-Bas Laila Youssifou Bente Paulis Roos de Jong Tessa Dullemans                                          | Allemagne Maren Völz Tabea Schendekehl Leonie Menzel Pia Greiten                            |

### Huit
| Édition                                   | Or | Argent | Bronze |
| ----------------------------------------- | --- | --- | --- |
| Montréal 1976                             | Allemagne de l'Est Viola Goretzki Christiane Knetsch Ilona Richter Brigitte Ahrenholz Monika Kallies Henrietta Ebert Helma Lehmann Irina Müller Marina Wilke      | Union soviétique Lyubov Talalaeva Nadezhda Roshchina Klavdija Koženkova Olena Zubko Olha Kolkova Nelli Tarakanova Nadiya Rozhon Olha Huzenko Olha Puhovska           | États-Unis Jackie Zoch Anita DeFrantz Carie Graves Marion Greig Anne Warner Peggy McCarthy Carol Brown Gail Ricketson Lynn Silliman                                       |
| Moscou 1980                               | Allemagne de l'Est Martina Boesler Kersten Neisser Christiane Köpke Birgit Schütz Gabriele Kühn Ilona Richter Marita Sandig Karin Metze Marina Wilke              | Union soviétique Olga Pivovarova Nina Umanets Nadezhda Prishchepa Valentina Zhulina Tatyana Stetsenko Elena Tereshina Nina Preobrajenskaïa Maria Paziun Nina Frolova | Roumanie Angelica Aposteanu Marlena Zagoni Rodica Frîntu Florica Bucur Rodica Puscatu Ana Iliuță Maria Constantinescu Elena Bondar Elena Dobrițoiu                        |
| Los Angeles 1984                          | États-Unis Betsy Beard Carol Bower Jeanne Flanagan Carie Graves Kathryn Keeler Harriet Metcalf Kristine Norelius Shyril O'Steen Kristen Thorsness                 | Roumanie Mihaela Armășescu Adriana Chelariu-Bazon Camelia Diaconescu Viorica Ioja Aneta Mihaly Aurora Pleșca Lucia Sauca Doina Liliana Șnep-Bălan Marioara Trașcă    | Pays-Bas Lynda Cornet Greet Hellemans Nicolette Hellemans Martha Laurijsen Catharina Neelissen Anne Quist Wiljon Vaandrager Marieke van Drogenbroek Harriet van Ettekoven |
| Séoul 1988                                | Allemagne de l'Est Annegret Strauch Judith Zeidler Kathrin Haacker Ute Wild Anja Kluge Beatrix Schröer Ramona Balthasar Ute Stange Daniela Neunast                | Roumanie Doina Liliana Șnep-Bălan Veronica Necula Herta Anitas Marioara Trasca Adriana Bazon Mihaela Armășescu Rodica Arba Olga Homeghi Ecaterina Oancia             | Chine Zhou Xiuhua Zhang Yali He Yanwen Han Yaqin Zhang Xianghua Zhou Shouying Yang Xiao Hu Yadong Li Ronghua                                                              |
| Barcelone 1992                            | Canada Jennifer Barnes Shannon Crawford Megan Delehanty Kathleen Heddle Marnie McBean Jessica Monroe Brenda Taylor Lesley Thompson Kay Worthington                | Roumanie Veronica Necula Adriana Bazon Maria Pădurariu Iulia Bobeică-Bulie Doina Robu Victoria Lepădatu Doina Liliana Șnep-Bălan Elena Georgescu Ioana Olteanu       | Allemagne Sylvia Dördelmann Kathrin Haacker Christiane Harzendorf Daniela Neunast Cerstin Petersmann Dana Pyritz Annegret Strauch Ute Schell Judith Zeidler               |
| Atlanta 1996                              | Roumanie Liliana Gafencu Veronica Cochelea Elena Georgescu Anca Tănase Doina Spîrcu Mărioara Popescu Ioana Olteanu Elisabeta Lipă Doina Ignat                     | Canada Anna Van Der Kamp Tosha Tsang Lesley Thompson-Willie Emma Robinson Jessica Monroe Heather McDermid Maria Maunder Theresa Luke Alison Korn                     | Biélorussie Yelena Mikulich Marina Znak Nataliya Volchek Natallia Stasiuk Tamara Davydenko Valentina Skrabatun Nataliya Lavrinenko Yaroslava Pavlovich Aleksandra Pankina |
| Sydney 2000                               | Roumanie Georgeta Damian Viorica Susanu Ioana Olteanu Veronica Cochela Elisabeta Lipa Maria Magdalena Dumitrache Liliana Gafencu Doina Ignat Elena Georgescu      | Pays-Bas Anneke Venema Carin ter Beek Nelleke Penninx Pieta van Dishoeck Eeke van Nes Tessa Appeldoorn Marieke Westerhof Elien Meijer Martijntje Quik                | Canada Heather McDermid Heather Davis Dorota Urbaniak Theresa Luke Emma Robinson Alison Korn Laryssa Biesenthal Buffy Alexander Lesley Thompson                           |
| Athènes 2004                              | Roumanie Rodica Şerban Viorica Susanu Aurica Bărăscu Ioana Papuc Liliana Gafencu Elisabeta Lipă Georgeta Damian Doina Ignat Elena Georgescu                       | États-Unis Kate Johnson Samantha Magee Megan Dirkmaat Alison Cox Caryn Davies Laurel Korholz Anna Mickelson Lianne Nelson Mary Whipple                               | Pays-Bas Froukje Wegman Marlies Smulders Nienke Hommes Hurnet Dekkers Annemarieke van Rumpt Annemiek de Haan Sarah Siegelaar Helen Tanger Ester Workel                    |
| Pékin 2008                                | États-Unis Erin Cafaro Lindsay Shoop Anna Goodale Elle Logan Anna Cummins Susan Francia Caroline Lind Caryn Davies Mary Whipple                                   | Pays-Bas Femke Dekker Marlies Smulders Nienke Kingma Roline Repelaer van Driel Annemarieke van Rumpt Helen Tanger Sarah Siegelaar Annemiek de Haan Ester Workel      | Roumanie Constanţa Burcică Viorica Susanu Rodica Şerban Enikő Barabás Simona Musat Ioana Papuc Georgeta Andrunache Doina Ignat Elena Georgescu                            |
| Londres 2012 (Résultats détaillés)        | États-Unis Erin Cafaro Susan Francia Esther Lofgren Taylor Ritzel Meghan Musnicki Eleanor Logan Caroline Lind Caryn Davies Mary Whipple                           | Canada Janine Hanson Rachelle Viinberg Krista Guloien Lauren Wilkinson Natalie Mastracci Ashley Brzozowicz Darcy Marquardt Andreanne Morin Lesley Thompson-Willie    | Pays-Bas Jacobine Veenhoven Nienke Kingma Chantal Achterberg Sytske de Groot Roline Repelaer van Driel Claudia Belderbos Carline Bouw Annemiek de Haan Anne Schellekens   |
| Rio de Janeiro 2016 (Résultats détaillés) | États-Unis Amanda Elmore Tessa Gobbo Eleanor Logan Meghan Musnicki Amanda Polk Emily Regan Lauren Schmetterling Kerry Simmonds Katelin Snyder                     | Grande-Bretagne Karen Bennett Olivia Carnegie-Brown Zoe De Toledo Jessica Eddie Katie Greves Frances Houghton Zoe Lee Polly Swann Melanie Wilson                     | Roumanie Mădălina Bereș Andreea Boghian Adelina Boguș Roxana Cogianu Daniela Druncea Laura Oprea Mihaela Petrilă Iuliana Popa Ioana Strungaru                             |
| Tokyo 2020 (Résultats détaillés)          | Canada Lisa Roman Kasia Gruchalla-Wesierski Christine Roper Andrea Proske Susanne Grainger Madison Mailey Sydney Payne Avalon Wasteneys Kristen Kit               | Nouvelle-Zélande Ella Greenslade Emma Dyke Lucy Spoors Kelsey Bevan Grace Prendergast Kerri Gowler Beth Ross Jackie Gowler Caleb Shepherd                            | Chine Wang Zifeng Wang Yuwei Xu Fei Miao Tian Zhang Min Ju Rui Li Jingjing Guo Linlin Zhang Dechang                                                                       |
| Paris 2024 (Résultats détaillés)          | Roumanie Maria-Magdalena Rusu Roxana Anghel Nicoleta-Ancuța Bodnar Maria Lehaci Adriana Adam Amalia Bereș Ioana Vrînceanu Simona Radiș Victoria Stefania Petreanu | Canada Jessica Sevick Caileigh Filmer Maya Meschkuleit Kasia Gruchalla-Wesierski Avalon Wasteneys Sydney Payne Kristina Walker Abby Dent Kristen Kit                 | Grande-Bretagne Heidi Long Rowan McKellar Holly Dunford Emily Ford Lauren Irwin Eve Stewart Harriet Taylor Annie Campbell-Orde Henry Fieldman                             |

### Deux sans barreur
| Édition                                   | Or                                              | Argent                                                           | Bronze                                                           |
| ----------------------------------------- | ----------------------------------------------- | ---------------------------------------------------------------- | ---------------------------------------------------------------- |
| Montréal 1976                             | Bulgarie Stoyanka Gruycheva Siyka Kelbecheva    | Allemagne de l'Est Sabine Dähne Angelika Noack                   | Allemagne de l'Ouest Edith Eckbauer Thea Einöder                 |
| Moscou 1980                               | Allemagne de l'Est Cornelia Klier Ute Steindorf | Pologne Małgorzata Dłużewska Czesława Kościańska                 | Bulgarie Stoyanka Gruycheva-Kurbatova Siyka Kelbecheva-Barbulova |
| Los Angeles 1984                          | Roumanie Rodica Arba Elena Horvat               | Canada Elizabeth Craig Tricia Smith                              | Allemagne de l'Ouest Ellen Becker Iris Völkner                   |
| Séoul 1988                                | Roumanie Rodica Arba Olga Homeghi               | Bulgarie Lalka Berberova Radka Stoyanova                         | Nouvelle-Zélande Lynley Hannen Nicola Payne                      |
| Barcelone 1992                            | Canada Kathleen Heddle Marnie McBean            | Allemagne Ingeburg Schwerzmann Stefani Werremeier                | États-Unis Stephanie Maxwell-Pierson Anna Seaton                 |
| Atlanta 1996                              | Australie Kate Slatter Megan Still              | États-Unis Karen Kraft Melissa Schwen                            | France Hélène Cortin Christine Gossé                             |
| Sydney 2000                               | Roumanie Georgeta Damian Doina Ignat            | Australie Kate Slatter Rachael Taylor                            | États-Unis Karen Kraft Melissa Ryan                              |
| Athènes 2004                              | Roumanie Georgeta Damian Viorica Susanu         | Grande-Bretagne Cath Bishop Katherine Grainger                   | Biélorussie Yuliya Bichyk Natallia Helakh                        |
| Pékin 2008                                | Roumanie Georgeta Damian Viorica Susanu         | Chine Gao Yulan Wu You                                           | Biélorussie Yuliya Bichyk Natallia Helakh                        |
| Londres 2012 (Résultats détaillés)        | Grande-Bretagne Helen Glover Heather Stanning   | Australie Kate Hornsey Sarah Tait                                | Nouvelle-Zélande Juliette Haigh Rebecca Scown                    |
| Rio de Janeiro 2016 (Résultats détaillés) | Grande-Bretagne Helen Glover Heather Stanning   | Nouvelle-Zélande Genevieve Behrent Rebecca Scown                 | Danemark Anne Dsane Andersen Hedvig Rasmussen                    |
| Tokyo 2020 (Résultats détaillés)          | Nouvelle-Zélande Grace Prendergast Kerri Gowler | Comité olympique de Russie Vasilisa Stepanova Elena Oriabinskaia | Canada Hillary Janssens Caileigh Filmer                          |
| Paris 2024 (Résultats détaillés)          | Pays-Bas Ymkje Clevering Veronique Meester      | Roumanie Ioana Vrînceanu Roxana Anghel                           | Australie Jessica Morrison Annabelle McIntyre                    |

### Quatre sans barreur
| Édition                          | Or                                                                           | Argent                                                                      | Bronze                                                                   |
| -------------------------------- | ---------------------------------------------------------------------------- | --------------------------------------------------------------------------- | ------------------------------------------------------------------------ |
| Barcelone 1992                   | Canada Kirsten Barnes Jessica Monroe Brenda Taylor Kay Worthington           | Norvège Shelagh Donohoe Cynthia Eckert Carol Feeney Amy Fuller              | Italie Antje Frank Annette Hohn Gabriele Mehl Birte Siech                |
| 1996-2016                        | non inscrit au programme olympique                                           | non inscrit au programme olympique                                          | non inscrit au programme olympique                                       |
| Tokyo 2020 (Résultats détaillés) | Australie Lucy Stephan Rosemary Popa Jessica Morrison Annabelle McIntyre     | Pays-Bas Ellen Hogerwerf Karolien Florijn Ymkje Clevering Veronique Meester | Irlande Aifric Keogh Eimear Lambe Fiona Murtagh Emily Hegarty            |
| Paris 2024 (Résultats détaillés) | Pays-Bas Marloes Oldenburg Hermijntje Drenth Tinka Offereins Benthe Boonstra | Grande-Bretagne Helen Glover Esme Booth Sam Redgrave Rebecca Shorten        | Nouvelle-Zélande Jackie Gowler Phoebe Spoors Davina Waddy Kerri Williams |

## Anciennes épreuves

### Femmes

#### Quatre avec barreuse
| Édition          | Or                                                                                            | Argent                                                                                      | Bronze                                                                                                  |
| ---------------- | --------------------------------------------------------------------------------------------- | ------------------------------------------------------------------------------------------- | --- |
| Montréal 1976    | Allemagne de l'Est Karin Metze Bianka Schwede Andrea Kurth Sabine Heß Gabriele Lohs           | Bulgarie Ginka Gyurova Lilyana Vaseva Reni Yordanova Mariyka Modeva Kapka Georgieva         | Union soviétique Nadezhda Sevostiyanova Lyudmila Krokhina Galina Mishenina Anna Pasokha Lidiya Krylova  |
| Moscou 1980      | Allemagne de l'Est Ramona Kapheim Silvia Frohlich Angelika Noack Romy Saalfeld Kirsten Wenzel | Bulgarie Ginka Gyurova Mariyka Modeva Rita Todorova Iskra Velinova Nadesjda Filipova        | Union soviétique Mariya Fadeyeva Galina Sovetnikova Marina Studneva Svetlana Semyonova Nina Cheremisina |
| Los Angeles 1984 | Roumanie Chira Apostol Maria Fricioiu Olga Homeghi-Bularda Viorica Ioja Florica Lavric        | Canada Barbara Armbrust Marilyn Brain Angela Schneider Lesley Thompson-Willie Jane Tregunno | Australie Karen Brancourt Susan Chapman Margot Foster Robyn Grey-Gardner Susan Lee                      |
| Séoul 1988       | Allemagne de l'Est Martina Walther Gerlinde Doberschütz Carola Hornig Birte Siech Sylvia Rose | Chine Zhang Xianghua Hu Yadong Yang Xiao Zhou Shouying Li Ronghua                           | Roumanie Marioara Trașcă Veronica Necula Herta Anitas Doina Bălan Ecaterina Oancia                      |